# Las Vegas 21
Pour plus de détails, voir Fiche technique et Distribution.
Las Vegas 21 (21)  est un film américain réalisé par Robert Luketic et sorti en 2008.
Jim Sturgess incarne Ben Campbell (inspiré de Jeff Ma), un brillant étudiant du Massachusetts Institute of Technology (MIT) se laisse entraîner par un professeur en intégrant un club, composé de cinq autres surdoués, afin de mettre en pratique une stratégie permettant de gagner au blackjack dans les casinos de Las Vegas, avant d'être dépassé par cette nouvelle vie, qui ne sera pas sans conséquences.
Le film est un succès au box-office.

## Synopsis
Ben Campbell est un étudiant du prestigieux MIT qui aspire à poursuivre ses études en médecine, tout en enchaînant un emploi dans un magasin de vêtements et traînant avec ses amis Miles et Cam, avec lesquels il prépare un projet pour un concours scientifique. Accepté à la Harvard Medical School, il n'a toutefois pas les 300 000 $ de frais nécessaires à l'inscription, devant se confronter à une concurrence féroce afin d'obtenir une bourse d'études qui couvrirait ses frais et que le directeur attribuera à l'étudiant qui l'« éblouit ».
Lors d'un cours, il est remarqué par le professeur Micky Rosa, en résolvant le problème de Monty Hall avec succès. Après avoir vu le score de 97 % sur les dernières évaluations portant sur des équations non-linéaires, Rosa propose à Ben d'intégrer son équipe de blackjack, composée d'autres étudiants tout aussi brillants que lui : Jill, Choi, Kianna et Fisher. Bien que très réticent, Ben finit par se laisser convaincre et rejoint l'équipe, afin d'obtenir la somme nécessaire pour s'inscrire à Harvard. Le groupe emploie la stratégie du comptage des cartes et s'y entraîne assidûment afin de gagner dans les casinos de Las Vegas. La stratégie s'avère payante, puisqu'en plusieurs week-ends à Vegas, le groupe gagne une énorme somme d'argent. Ben, quant à lui, se laisse séduire par son nouveau train de vie et est désigné pour être le « gros joueur », celui qui misera beaucoup d'argent au moment opportun et empochera encore plus. Rosa est impressionné par le talent de Ben, tout comme Jill, qui développe une attirance envers Ben, duquel elle est tombée amoureuse.
Toutefois, la réussite de Ben suscite la jalousie de Fisher, qui, en état d'ivresse, provoque un scandale dans un casino, ce qui lui vaut d'être renvoyé de l'équipe par Rosa. Parallèlement, le chef de la sécurité du casino, Cole Williams, remarque Ben et se met à le surveiller, ainsi que l'équipe de blackjack. Distrait, Ben néglige le concours de science ainsi que Miles et Cam et perd 200 000 $ à une table de blackjack lors d'un nouveau trajet à Vegas, ce qui met en colère Rosa, qui les quitte et exige de Ben qu'il rembourse sa perte. Ben et l'équipe décident de continuer seuls, mais Williams, informé par Rosa, parvient à arrêter Ben et le laisse s'en aller avec un simple avertissement, tout en l'ayant tabassé.
De retour au MIT, Ben apprend par lettre qu'il ne sera pas diplômé en raison d'un cours incomplet, découvre que son dortoir a été mis à sac et que l'argent qu'il a gagné a été volé : il soupçonne Rosa mais n'a pas de preuve. Ben se réconcilie avec ses amis et Jill, et se rapproche de Rosa avec une offre : l'équipe et lui retournent à Vegas pour tenter de rafler un gros pactole avant que le logiciel de biométrie ne soit installé par le casino pour identifier les compteurs de cartes. Autrefois un grand joueur, Rosa accepte et participe au jeu. L'équipe retourne déguisée au Planet Hollywood Resort and Casino et remporte 640 000 $ avant de fuir Williams et ses sbires, qui les ont repérés, avec les jetons. Ben, accompagné de Jill, et Rosa, qui a pris le sac contenant les jetons, se séparent chacun de leur côté. Rosa, s'échappant avec l'intention de voler les gains, découvre qu'il a été dupé : le sac contient des pièces en chocolat et le directeur du casino conduit la limousine de Rosa. Il est révélé que Williams a passé un marché avec Ben, à savoir le laisser revenir à Vegas afin de gagner une importante somme d'argent et de lui livrer Rosa, avec lequel il a un compte à régler depuis plusieurs années en lui ternissant sa réputation. Après la capture de Rosa, Williams retrouve Ben et lui somme de lui rendre les jetons afin de prendre sa retraite. Après avoir rendu les jetons, Ben retrouve Miles et Cam, ainsi que ses amis de l'équipe au casino, qui ont gagné une énorme somme en comptant les cartes aux tables de blackjack.
Peu après les évènements, Ben, en couple avec Jill, raconte son expérience devant le directeur de Harvard, « ébloui ».

## Fiche technique
- Titre : Las Vegas 21
- Titre original : 21
- Réalisateur : Robert Luketic
- Scénario : Peter Steinfeld et Allan Loeb (en), d'après le roman de Ben Mezrich
- Musique : David Sardy
- Direction artistique : James F. Truesdale
- Décors : Missy Stewart, décors de plateau par Tracey A. Doyle
- Costumes : Luca Mosca
- Photographie : Russell Carpenter
- Son : Scott Wolf
- Montage : Elliot Graham
- Producteurs : Michael De Luca, Dana Brunetti et Kevin Spacey
  - Producteurs délégués : Brett Ratner, Ryan Kavanaugh et William S. Beasley
- Sociétés de production : Columbia Pictures, Relativity Media, Trigger Street Productions, Michael De Luca Productions et GH Three
- Sociétés de distribution : Columbia Pictures (États-Unis), Sony Pictures Releasing (France)
- Budget : 35 millions de dollars[1]
- Pays de production :  États-Unis
- Langue originale : anglais
- Format : couleur — 2,35:1 — 35 mm et HD Vidéo — son Dolby Digital, DTS et SDDS
- Genre : casse, drame et thriller
- Durée : 117 minutes
- Dates de sortie[2] :
  - États-Unis : 28 mars 2008
  - Royaume-Uni : 11 avril 2008
  - France : 4 juin 2008
- Classifications : 
  -  Classification CNC : tous publics (visa d'exploitation no 119861 délivrée le 5 mai 2008)[3]

## Distribution
- Jim Sturgess (VF : Alexis Tomassian ; VQ : Philippe Martin) : Ben Campbell, basé sur Jeff Ma[4]
- Kevin Spacey (VF : Gabriel Le Doze ; VQ : Pierre Auger) : Mickey Rosa, basé sur J.P. Massar et Johnny Chang[5]
- Kate Bosworth (VF : Agathe Schumacher ; VQ : Marika Lhoumeau) : Jill Taylor, basé sur Jane Willis
- Helen Carey (VF : Martine Meirhaeghe ; VQ : Élise Bertrand) : Ellen Campbell
- Laurence Fishburne (VF : Paul Borne ; VQ : Guy Nadon) : Cole Williams, basé sur un employé de Griffin Investigations[6]
- Aaron Yoo (VF : Franck Lorrain ; VQ : Marc Saint-Martin) : Choi
- Liza Lapira (VF : Natacha Muller ; VQ : Catherine Bonneau) : Kianna
- Josh Gad (VF : Charles Pestel ; VQ : Olivier Visentin) : Miles Connolly
- Sam Golzari (VF : Alexandre Gillet) : Cam Kazazi, étudiant du MIT
- Jacob Pitts (VF : Damien Ferrette ; VQ : Guillaume Champoux) : Fisher, basé sur Mike Aponte
- Jack McGee (VF : Richard Leblond ; VQ : Stéphane Rivard) : Terry
- Roger Dillingham, Jr. : Head Bouncer
- Colin Angle : Professor Hanes
- Jack Gilpin (VQ : Carl Béchard) : Bob Phillips

Sources et légende : Version Française (VF) sur VoxoFilm  et RS Doublage ; Version Québécoise (VQ) sur Doublage Québec

## Bande originale
1. The Rolling Stones — You Can't Always Get What You Want (Remixé par Soulwax) (6:07)
2. MGMT — Time to Pretend (Super Clean Version) (4:20)
3. LCD Soundsystem — Big Ideas (5:41)
4. D. Sardy avec Liela Moss — Giant (3:42)
5. Amon Tobin — Always (3:38)
6. Peter Bjorn and John — Young Folks (4:37)
7. Junkie XL avec Electrocute — Mad Pursuit (4:16)
8. Get Shakes — Sister Self Doubt (4:22)
9. The Aliens — I Am The Unknown (5:27)
10. Rihanna — Shut Up And Drive (3:34)
11. Knivez Out — Alright (3:31)
12. Domino— Tropical Moonlight (3:28)
13. Unkle — Hold My Hand (4:58)
14. Mark Ronson avec Kasabian — L.S.F. (Lost Souls Forever) (3:32)
15. Broadcast — Tender Buttons (2:51)

## Accueil

### Accueil critique
Lors de sa sortie, Las Vegas 21 rencontre un accueil mitigé des critiques, obtenant 36 % d'avis favorables sur le site Rotten Tomatoes, pour 165 critiques collectés et une moyenne de 5,2⁄10 et un score de 48⁄100 sur le site Metacritic pour 29 critiques. Il obtient un accueil plus favorable en France avec une moyenne de 3⁄5 sur le site Allociné, pour 15 critiques.

### Box-office
Le film remporte un succès commercial, rapportant 157 927 340 $ de recettes mondiales au box-office, dont 81 159 365 $ aux États-Unis, où il a pris la première place des meilleures recettes durant ses deux premières semaines d'exploitation. En France, Las Vegas 21 a totalisé 707 919 entrées, en neuf semaines d'exploitation en salles.

## Distinctions
Sauf indication contraire, les informations mentionnées dans cette section peuvent être confirmées par la base de données cinématographiques IMDb,  présente dans la section « Liens externes ».

### Récompenses
- ShoWest Convention 2008 : meilleure distribution pour Jim Sturgess, Kevin Spacey, Kate Bosworth, Laurence Fishburne, Aaron Yoo, Liza Lapira, Jacob Pitts et Josh Gad

### Nominations
- Teen Choice Awards 2008 :
  - meilleur film dramatique
  - meilleur acteur dans un film dramatique pour Jim Sturgess
  - meilleure actrice dans un film dramatique pour Kate Bosworth
- People's Choice Awards 2009 : meilleur film dramatique